# Arkadij Budakow
Arkadij Wasiljewicz Budakow (ros. Аркадий Васильевич Будаков, ur. 1916, zm. ?) – radziecki dyplomata.

## Życiorys
Należał do WKP(b), 1937 ukończył Kirowski Państwowy Instytut Pedagogiczny, od 1945 był pracownikiem Ludowego Komisariatu/Ministerstwa Spraw Zagranicznych ZSRR, 1946-1948 II sekretarzem Ambasady ZSRR we Francji. Od 1949 II sekretarz, potem I sekretarz Wydziału I Europejskiego MSZ ZSRR, 1951-1954 pomocnik wiceministra spraw zagranicznych ZSRR, 1954-1956 radca Ambasady ZSRR w Czechosłowacji, 1956-1958 radca Wydziału I Europejskiego MSZ ZSRR. Od 1958 do października 1959 zastępca kierownika Wydziału Państw Afryki MSZ ZSRR, od 13 października 1959 do 26 lipca 1965 ambasador nadzwyczajny i pełnomocny ZSRR w Etiopii, od 15 lutego 1969 do 24 maja 1972 ambasador nadzwyczajny i pełnomocny ZSRR w Kongo (Brazzaville).